# Mordella tachyporiformis
Mordella tachyporiformis là một loài bọ cánh cứng trong họ Mordellidae. Loài này được Curtis miêu tả khoa học năm 1845.